# Кристоф Албрехт фон Каниц
Кристоф Албрехт фон Каниц (на немски: Christoph Albrecht von Kanitz; * 14 юли 1653 в Пеестен (Piasty Wielkie) в Прусия; † 18 ноември 1711 в Ст. Бенедето) е пруски е генерал-майор, също наследствен господар на Медникен (Дружное), Мюлфелд и Боксин.
Той е най-малкият син на Кристоф Фридрих фон Каниц (1617 – 1680), полковник-лейтенант на Курфюрство Бранденбуег и командант на крепост Пилау, и първата му съпруга Мария фон Кройтц/ен († 1653) от род Пеестен, която умра няколко месеца след раждането му. Баща му се жени втори път 1655 г. за Сузана фон Кройтц/ен от род Вайслиенен и има шест сина, които стават офицери.
Каниц влиза през 1670 г. в гарнизона на крепост Пилау. През 1673 г. той става капитан (хауптман), 1679 г. майор, на 16 януари 1694 г. е повишен на полковник. На 25 декември 1704 г. той има ранг генерал-майор.
Той служи при курфюрст Фридрих Вилхелм в походите на Холандската война (1672 – 1679) против французите и шведите. Като лейтенант той марширува за Холандия. През 1676 г. при курфюрста той участва в Зимния поход до Литва. Той става майор и участва във войната до 1679 г. Неговият полк е разпуснат и той е преместен в Пилау. Под командването на Волфганг Кристоф фон Валдбург, командант на крепост Пилау, той изпратен 1684 г. да помага на императорската войска в борбата против турците в Унгария. През 1691 г. той е полковник-лейтенант и е изпратен в Брабант. През Войната за испанското наследство той участва на 16 август 1705 г. в битката при Касано. От 1709 до 1711 г. той е командир на бранденбургския контингент отново в Италия, където го придружава син му Самуел Фридрих фон Каниц. Той успява да завладее Суза и други. На 16 септември 1711 г. той изгонва французите при Шомон. Каниц умира през ноември 1711 г. при завръщането му на границата с Херцогство Парма.

## Фамилия
Кристоф Албрехт фон Каниц се жени за Мария Готлиба Шах/к фон Витенау (* 12май 1659; † 6 декември 1736), дъщеря на съдебния съветник Гебхард Фридрих Самуел Шах/к фон Витенау (* 24 юли 1623; † 5 април 1686) и Мария Катарина фон Мюленхайм. Те имат децата:
- Хелена Доротея фон Каниц (* 13 юли 1668; † 3 февруари 1760), омъжена на 11 май 1714 г. за граф Фридрих Богислав фон Шверин (* 30 август 1674, Берлин; † 1 октомври 1747 в Берлин), пруски държавен и военен министър, наследствен господар на Меркиш Вилмерсдорф[2]
- Самуел Фридрих фон Каниц (* 15 юни 1690; † 18 януари 1762), женен на 29 септември 1723 г. за Кристиана Тугендрайх фон Киав/Киау (* 2 септември 1705; † 3 април 1749) от род Фридерсдорф[3]